# 成澤淑栄
成澤 淑栄（なりさわ よしえ、1965年9月17日 - ）は、日本のバレリーナ・バレエ指導者である。3歳からバレエを始め、橘バレヱ学校、AMスチューデンツ、牧阿佐美バレヱ団を経て、1989年にモスクワ・クラシック・バレエ団に入団してさまざまな役を踊った。夫はモスクワ・クラシック・バレエ団のプリンシパル・ダンサーとして活躍したイルギス・ガリムーリン。ガリムーリンとの間の娘も、同じくバレエの道に進んだ。

## 経歴
東京都墨田区の出身。向島でとんかつ屋を営む父とバレエ指導者の母との1人娘として育った。
母の高木淑子は橘バレヱ学校を経て1957年に牧阿佐美バレヱ団に入団し、1961年1月には高木淑子バレエスクールを開校していた。弱かった体を鍛える目的で高木のもとで3歳からバレエを始め、1971年に橘バレヱ学校へ入学した。
高木は1974年から毎年ソビエト連邦（当時）を訪問し、モスクワやレニングラードでバレエの講習を受けるとともに、1975年から1988年にかけては毎年、名教師として知られたナウム・メッセレル・アザーリンを招聘して夏期講習会を開いていた。高木がソビエトに行く際には当時8歳だった成澤も同行し、1975年からは毎年モスクワで約1か月間の短期留学をして、アザーリンによる指導を受けていた。留学先では必ずバレエを鑑賞していたため、やがてはこの大きな舞台で踊りたいと望むようになった。
中学生の年代にさしかかると、ポアントを履く機会が多くなった。当時、成澤の両親は何も言わずに毎月10足くらいのポアントを購入してくれていた。ただし、バレエダンサーにとってポアントは消耗品であるが1足の値段がとても高価だったため、両親に迷惑をかけずに自分の働いたお金で買いたいと思うようになったという。ソビエトではポアントを所属バレエ団が毎月支給してくれるという話を聞いて、早く海外で働きたいという気持ちがさらに強くなった。
1979年10月、オーディションによってAMスチューデンツ第1期生に選抜された。AMスチューデンツはプロダンサーを目指す中学生や高校生が対象で、土曜クラスと日曜クラスに分かれて月3回の特別レッスンを牧自身が指導していた。AMスチューデンツ第1期生31名の中には、成澤の他に草刈民代、佐々木想美、岩本桂など、後に牧阿佐美バレヱ団の主力ダンサーとなる人々がいた。
1980年、1982年とモナコに短期留学し、1984年4月に橘バレヱ学校を卒業して同年、牧阿佐美バレヱ団に入団した。1985年、東京新聞主催の第42回全国舞踊コンクールでは、バレエ第一部（19歳以上）で第3位入賞を果たしている。
1985年の秋、成澤は右ひざの半月板を痛めた。一時はバレエを断念することも考えたが、アザーリンたちの励ましを受けてモスクワで右ひざの手術を決行した。1985年末に入院し手術の後、4か月にわたるリハビリテーションに専念して日本に帰国した。再び踊れるようになった成澤は、それまで趣味に過ぎなかったバレエを自分の職業として思い定めた。
1987年、成澤にソビエト長期留学のチャンスが訪れた。その頃のソビエト長期留学はとても困難で、ソビエト連邦文化省からの招待状がないと行くことができなかった。成澤はかなり前に申請を出していたというが、許可が下りるまでに2-3年もかかっていた。なかなか許可が下りないために高木は「あと1、2か月待って許可が出なかったらあきらめなさい」と勧めたのに対して成澤は「もう少しだけ待って」と頼んだ。そうして待ち続けるうちに1か月ほどして文化省からの招待状が届いた。
モスクワでの留学は1年間の予定だった。留学先のモスクワ・クラシック・バレエ団の人々はみな親切であり、言葉のハンディキャップこそあったがリハーサルやレッスンなどで困ることはなかった。ただし当時は物不足の時代であり、トマト1個を買うにも1時間行列しなければならなかった。今までそのような生活をしたことのない成澤を助けたのは、後に私生活での伴侶となるイルギス・ガリムーリンであった。
以前成澤が数回の短期留学で公演に出演したとき、ガリムーリンと共に踊った経験があった。留学中の成澤はバレエ団の寮に住み、そこではガリムーリンの他にヴラジーミル・マラーホフも一緒にいた。夜になるとキッチンでみんなでおしゃべりを楽しみ、その時マラーホフがよくしゃべってくれたために、成澤のロシア語の上達も早かったという。
留学を始めて1か月くらい過ぎた頃、公演で欠員が出たため代役で出演する機会が訪れた。成澤は良いチャンスととらえて、必死に振付を覚えて公演に出た。公演は無事に終わり、それからさまざまな役で公演に出演することが増えた。
留学期間の1年が終わる時期が近づき、日本帰国の日が間近となってきた。その時、ガリムーリンとの結婚の話が出た。1988年6月21日、2人はモスクワで結婚に踏み切った。ただし当時はソビエト連邦時代であり、国際結婚は困難をきわめた。ガリムーリンはこれからのバレエ団に必要な人材だったため、日本行きを許可されることはなかった。成澤が離れ離れで生活するのは嫌だと悩んでいたところ、アザーリンが救いの手を差しのべた。アザーリンは「淑栄がモスクワに残ってバレエ団に入りなさい」と勧めた。成澤はバレエ団のディレクターに断られたらどうしようと相当思い悩んだが、勇気を出して相談してみたところ、ソリストとして契約を結ぶことができた。成澤は、当時のソビエトでは初めて日本人が正式にバレエ団と契約を結んだ例となった。
幼い頃からの夢が実現し、「バレエ団員として自分に責任を持って働かなくてはいけない」という気持ちを持った成澤は新しい道を歩み始めた。バレエ団内部では、気さくな人柄で周囲の人に溶け込むとともに、仕事に対する姿勢においても「注意をよく聞く」、「練習熱心な子だ」などと指導者たちからも高く評価されていた。バレエ団のレパートリーでは『ドン・キホーテ』のキトリ、『ジゼル』のタイトル・ロール、『眠れる森の美女』のフロリナ王女など、さまざまな作品で主要な役を踊り、『海賊』や『パリの炎』などのバレエコンサート向けのパ・ド・ドゥも多数踊った。バレエダンサーとしての活動の場は日本やロシアだけではなく、アメリカ、イタリア、フランスなどにも広がっている。
ガリムーリンについて成澤は「一緒に踊る時はいつも助けてくれていました。リハーサルでは喧嘩しても本番はやはり信じていられるので気持ちが楽です」と評し、深い信頼を寄せている。1992年には、ガリムーリンとともに牧阿佐美バレヱ団で『ドン・キホーテ』全幕の主役を踊った。成澤は後に「日本で全幕を踊ったのがうれしかった」と述べている。

### 母として、指導者として
共同通信社発行の 『われら地球市民 世界に飛び出した日本人』掲載のインタビューで、当時24歳の成澤は「今後の人生最大の目標は」という質問に対して「幸せな家庭を築くこと」と答えていた。それはバレリーナとして踊れる「寿命」は当時のソビエトでは20年とされていたためで、「踊れるだけ踊り続けたいとは思うけど、早く私たちの子供をつくって、夫と子供に尽くしたい」ということであった。その後、成澤は一女の母となった。
成澤とガリムーリンの娘は、両親と同じくバレエの道に進んだ。成澤によると、以前は家でバレエについてあまり話すことはなかった。今後はバレエダンサーとして歩み始めた娘をかつて自分の両親が助けてくれたのと同様に、ガリムーリンと一緒になって助けていきたいと考えているという。また、ガリムーリンとの結婚後に「初めて両親の苦労が分かりました」とも語っている。
成澤はバレエ好きの子供たちを立派なダンサーとして教育できるようにと、ロシア国立モスクワ舞踊学校（ボリショイバレエ学校）に入学した。2009年6月に、モスクワ舞踊学校大学院教師科を卒業した。
成澤は高木淑子バレエスクールで指導を手がけるとともに、牧阿佐美バレエ塾などでも指導にあたっている。その他に、各種バレエコンクールでは審査員も務めている。